# Архијерејско намјесништво угљевичко-јањско
Архијерејско намјесништво угљевичко-јањско чини одређени број црквених општина и парохија Епархије зворничко-тузланске Српске православне цркве, под надзором архијерејског намесника са седиштем у Јањи.
Архијерејско намјесништво Угљевичко-Јањско основано је одлуком епископа зворничко-тузланског Хризостома последњом регулацијом епархије од 9. септембра 2013. године, издвајањем из архијерејског намјесништва Бијељинског.
Намјесништво чини 21 црквена општина и 18 парохија.

## Парохије
- Главичичка парохија - Главичице,[1] чине је села: Главичице, Рухотина, Јоховац, Батар и пола села Бјелошевац.

Црква Рођења Пресвете Богородице у Главичицама - градња је почела 1998. године. Епископ зворничко-тузлански Василије освештао је храм 22. јуна 2003. године.
- Горњозабрђска парохија Горње Забрђе,[2] чине је села: Горње Забрђе, Богутово Село и Малешевци.

Црква Светога пророка Илије у Горњем Забрђу - градња је почела у јуну 1912. године, на земљишту који су даровали  Цвијетин Мирковић са браћом и Ристо Драгичевић са браћом. Године 1913. храм је потпуно довршен, те је храм освештао прота Петар Јовановић из Тузле, по благослову митрополита Илариона Радонића.
- Доњозабрђска парохија Доње Забрђе,[3] чине је села Доње Забрђе и Угљевичка Обријеж.

Црква Светих апостола Петра и Павла у Доњем Забрђу - радња је почела 1912. године, а завршена је 1940. године. Цркву је освештао епископ зворничко-тузлански Лонгин Томић 21. септембра 1955. године.
- Драгаљевачка парохија Горњи Драгаљевац,[4] чине је село Горњи Драгаљевац, већи део села Горња Чађавица, део Средње Чађавице (засеоци: Жестик, Вујићи и Ђокићи), већи део села Средњи Драгаљевац и Горњи Магнојевић.

Манастирска црква манастира Драгаљевац - посвећена Светим апостолима Петру и Павлу, служи и као парохијски храм
- Загонска парохија Загони,[5] чине је села Загони и Хасе.

Црква Светог великомученика Прокопија у Загонима - градња је почела 1967. године, а храм је освештао 21. јула 1969. године епископ зворничко-тузлански Лонгин Томић.
- Јања 1. парохија Јања,[6] чини је Улица Карађорђева у Јањи и улице од бр. 1 до бр. 8 у Новом насељу у Јањи, као и села Обријеж и Којчиновац-Чардачине (од школе до села Љесковац).

Црква Светог пророка Илије у Јањи - градња је почела 1875. године. Митрополит зворнички Дионисије II Илијевић освештао је храм 1887. године. Пре изградње садашњег храма у Јањи постојала је црква брвнара на каменим темељима, који се налазио иза старог парохијског дома, а данас та парцела припада породици Радовановић.
- Јања 2. парохија Јања,[7] чине је улице у Новом насељу у Јањи од бр. 8. до бр. 19, те Лешничка улица у Јањи и село Којчиновац - Чардачине (од Јање до Основне школе у Чардачинама).

Црква Светог пророка Илије у Јањи
- Љесковачка парохија Љесковац,[8] чине је села Глоговац и Љесковац.

Црква Свете великомученице Марине у Љесковцу -градња је почела у мају 1998. године, а 11. октобра исте године темеље је освештао надлежни архијереј Василије и сам храм 10. октобра 2004. године.
- Модранско-Ченгићка парохија Јања,[9] чине је села Модран и Ченгић.

Црква Светог Јована Крститеља у Ченгићу - градња је почела 1995. године према пројекту архитекте Славка Лукића из Бијељине. Темеље храма освештао је епископ зворничко-тузлански Василије 8. јуна 1997. године. Исти епископ освештао је храм 30. јула 2000. године.
- Патковачка парохија Патковача,[10] чине је села Патковача и Голо Брдо.

Црква Васкрсења Господњег у Патковачи (у изградњи) - градња је почела 2009. године. Пројекат је израдио архитекта Зоран Ђорђевић из Брчког. Темеље је освештао епископ зворничко-тузлански Василије, 11. априла 2010. године.
- Пучиљанска парохија Пучиле,[11] чини је село Пучиле.

Црква Светих праведних Јоакима и Ане у Пучилама - радња је почела у августу 1998. године. Пројекат храма израдило је предузеће „Семберија-пројекат” из Бијељине, према идејама архитекте Славка Лукића и инжењера Драгана Илића. Цркву је освештао епископ зворничко-тузлански Василије 23. септембра 2001. године.
- Сувопољска парохија Суво Поље,[12] чине је села: Суво Поље и Равно Поље.

Црква Вазнесења Господњег у Сувом Пољу - градња је почела 28. јула 1994. године. Темеље је освештао епископ зворничко-тузлански Василије 8. августа 1998. године. Исти епископ освештао је храм 3. августа 2003. године.
- Тавњанска парохија Манастир Тавна,[13] чине је села: Крћина, Кацевац, Бањица и дио села Бјелошевац.

Манастир Тавна - манастирска црква манастира Тавна служи и као парохијска црква.
- Трновска парохија Доња Трнова,[14] чине је села Доња и Горња Трнова.

Црква Светих апостола Петра и Павла у Доњој Трнови - градња је почела 2001. године. Темеље је освештао епископ зворничко-тузлански Василије 12. јула 2001. године. Исти епископ освештао је храм 15. октобра 2006. године.
- Тутњевачка парохија Тутњевац,[15] чине је села Тутњевац и Пушковац.

Црква Покрова Пресвете Богородице у Тутњевцу - градња је почела 1977. године. Пројекат храма израђен је у Пројектном бироу при Патријаршији у Београду. Градња је завршена 1981. године, а 30. августа исте године храм је освештао патријарх српски Герман, уз саслужење више епископа и то: шабачко-ваљевског Јована Велимировића, далматинског Николаја Мрђе и зворничко-тузланског Василија.
- Угљевик 1. парохија Угљевик,[16] чини је пола градске парохије Угљевика.

Црква Свете Петке у Угљевику - градња је почела 1991. године. Пројекат храм израдили су архитекте Слободан и Славко Лукић из Бијељине. Градња је завршена 1981. године, а 30. августа исте године храм је освештао патријарх српски Герман, уз саслужење више епископа и то: шабачко-ваљевског Јована Велимировића, далматинског Николаја Мрђе и зворничко-тузланског Василија.
- Угљевик 2. парохија Угљевик,[17] чине је пола градске парохије Угљевик, приградско насеље Угљевик и део села Мезграја.

 : Црква Свете Петке у Угљевику
- Угљевик Сјевер парохија насеље Сјевер, Угљевик,[18]  чини је Угљевик Село са засеоцима и насеље Угљевик - Сјевер.

Црква Светих Козме и Дамјана у Угљевику - Земљиште за овај храм освештао је епископ зворничко-тузлански Хризостом 13. априла 2015. године. Исти епископ освештао је темеље храма 14. јула 2015. године.